# Jessica Hagedorn
Jessica Tarahata Hagedorn es una escritora y artista filipino-estadounidense nacida en Manila, Filipinas en 1949. Sus raíces familiares, madre escocesa-irlandesa-francesa-filipina y padre hispano-filipino con un ancestro chino, le han aportado una perspectiva única sobre el arte asiático-estadounidense y la literatura. 
En 1963, se traslada a San Francisco donde recibe clases en el American Conservatory Theater. Para mejorar su composición musical se instala en Nueva York en 1978. Joseph Papp produce su primer disco Mango Tango en 1978. Otras producciones de Hagedorn son Tenement Lover, Holy Food y Teenytown. Entre 1985 y 1988, recibe una beca que le ayuda a escribir Dogeaters obra que ilustra muchos aspectos de su experiencia filipina y se centra en la influencia estadounidense en su país natal a través de la radio, la televisión y el cine. Muestra además las compleja relación de amor y odio que muchos filipinos emigrados sienten respecto a su pasado. 
Después de su publicación, es nominada para los National Book Awards y el American Book Award. En 1998, La Jolla Playhouse produjo una adaptación para teatro de Dogeaters. Actualmente vive en Nueva York con su marido y dos hijas y sigue siendo una aclamada novelista, poeta, cuentacuentos, intérprete, escenógrafa y artista multimedia.
Dream Jungle (Jungla de ensueño) fue su tercera novela tras Dogeaters y The Gangster of Love. Se desarrolla en torno al descubrimiento de una tribu de la Edad de Piedra en Filipinas y explora la identidad cultural de este país en el siglo XX: 
Hagedorn aborda la realidad de una manera descarnada, pero su forma de narrar las historias es sensual y vivaz. Sus personajes ofrecen una metáfora sobre la imposición de la presencia estadounidense, tanto física como cultural, en Filipinas.
- Datos: Q465222
- Multimedia: Jessica Hagedorn / Q465222